# Abdia latipalpus
Abdia latipalpus is een vlokreeftensoort uit de familie van de Pontogeneiidae. De wetenschappelijke naam van de soort is voor het eerst geldig gepubliceerd in 1903 door Walker & Scott.